# Upokorzenie
Upokorzenie – emocja pokrewna w stosunku do wstydu o dużym nasileniu, jednak silnie osadzona w obszarze relacji interpersonalnych. Jeden z silniejszych stanów afektywnych i jedno z najbardziej bolesnych oraz zaburzających wewnętrzną równowagę człowieka doświadczeń. Słownik PWN łączy upokorzenie również z uczuciem poniżenia.
W zakresie różnicowania upokorzenia od wstydu Linda M. Hartling i Tracy Luchetta napisały: wstyd wydaje się występować na powierzchni własnego doświadczenia, podczas gdy upokorzenie uderza w samą istotę indywidualnego poczucia bycia. Według amerykańskiego psychiatry Donalda Kleina upokorzenie wpisuje się w system władzy, w proces jej sprawowania przez jednych ludzi nad drugimi. Upokorzenie przez jednostkę lub grupę wiąże się z poczuciem bezsilności i niemocy ofiar. Pojawia się w sytuacji lekceważenia, wyśmiewania, czy pogardzania, a zatem dyskredytacji jakiejś osoby, którym to działaniom osoba ta nie ma możliwości lub chęci się przeciwstawić, najczęściej ze względu na stosunek uległości w jakim się znajduje. Upokorzenie wiązać się może z wcześniejszą dehumanizacją potencjalnych ofiar. Jest związane z utratą godności i honoru, co dla wielu ludzi może okazać się istotną przeszkodą w dalszym funkcjonowaniu publicznym. Doznanie upokorzenia może prowadzić do podejmowania działań skrajnych, irracjonalnych, niebezpiecznych, do działań wycofujących, a nawet samobójstw. Z pojęciem upokorzenia wiąże się zatem kategoria wyuczonej bezradności.
Upokorzenie wzbudza najczęściej w ofierze potrzebę dokonania odwetu na krzywdzicielu za doznane cierpienie. Gdy nie jest to możliwe, ofiara wykorzystuje różne sposoby neutralizacji negatywnych emocji.